# Berthe Van Dommelen
Bernardina Cornelia Achille (Berthe) De Visscher-Van Dommelen (Antwerpen, 15 maart 1899 - 16 april 2010) was, sinds het overlijden van de 110-jarige Romanie Pollet op 17 oktober 2009, de oudste mens van België. Ze werd op 10 januari 2010 de op drie na oudste Belg ooit. Bernardina overleed enkele maanden later rustig in haar slaap op de leeftijd van 111 jaar en 32 dagen.

## Levensloop
Bernardina kwam uit een kroostrijk gezin met zeven kinderen: één jongen en zes meisjes. Een van haar zusters was operazangeres en een andere zuster pianiste. Zo kwamen in die tijd beroemde componisten en dirigenten als Lodewijk De Vocht en Lodewijk Mortelmans, diens leermeester, regelmatig ten huize Van Dommelen langs. Ze groeide op in de Regentstraat in Antwerpen-Noord en later verhuisde ze naar Hoogboom. Op 22 april 1922 trouwde ze met Willem Frans (Guillaume) De Visscher. Samen hadden ze één dochter, Magda, die in oktober 2008 - op 82-jarige leeftijd - overleden is en zelf geen kinderen had. Sinds even vóór haar honderdste verjaardag verbleef Van Dommelen in het rusthuis Sint-Gabriël te Antwerpen-Zuid.

## Gezondheid
Bernardina was nog in vrij goede gezondheid tot kort voor haar dood. Alhoewel ze op haar 111e bijna doof en volledig blind was, en steeds meer en meer rust nodig had, was ze nog steeds in staat elke dag een korte wandeling te doen, samen met een verpleegster. Zo ging ze elke dag nog steevast naar de kapel om er te bidden en bloemen neer te leggen. Mentaal hield ze zich sterk, door elke dag veel na te denken. Haar geheim om zo lang van het leven te blijven genieten vatte ze als volgt samen: "Eet alles, maar vooral veel vis, leef van dag tot dag en maak u vooral nergens druk over".